# سید محمدرضا رضازاده
سیدمحمدرضا رضازاده (زادهٔ ۱۳۳۵) سیاستمدار و مدیر اجرایی ایرانی است، که در دولت نهم از سال ۱۳۸۴ تا ۱۳۸۸ استاندار فارس بود.

## زندگی‌نامه
رضازاده در سال ۱۳۵۸ با انسیه خزعلی ازدواج کرد. این دو چهار فرزند دارند. حمید رضازاده یکی از فرزندان محمدرضا رضازاده، زادهٔ سال ۱۳۶۵ در تهران است. در شهریور ۱۴۰۱ مهدی خزعلی؛ برادر انسیه خزعلی دربارهٔ حضور فرزندان خواهرانش؛ کبری و انسیه خزعلی (همسر محمدرضا رضازاده) در ایالات متحده آمریکا و کانادا گفت که پسر انسیه «در کانادا صاحب شرکتی است که فقط ثبت آن بیش از صد هزار میلیارد ریال هزینه داشته‌است و دو فرزند خواهر دیگرش؛ کبری خزعلی، رئیس شورای فرهنگی اجتماعی زنان و خانواده شورای عالی انقلاب فرهنگی نیز سال‌ها است که در آمریکا زندگی می‌کنند.»
حمید رضازاده در سال ۱۳۹۰ شرکت «سامانه همراه پیچک» را در تهران تأسیس کرد که عمده فعالیتش در حوزه تولید نرم‌افزارهای موبایل بود. او پنج سال بعد زمانی که صداوسیما در یک برنامه تلویزیونی او را به عنوان کارآفرین نمونه دعوت کرد، اظهار داشت شرکتش را تنها با مبلغ چهار میلیون تومان که آن هم حاصل وام ازدواجش بوده تأسیس کرده‌است.
او همچنین در بخش دیگری از این برنامه مهاجرت نکردن اعضای شرکتش به خارج از ایران با وجود داشتن شرایط را تمایل آن‌ها برای ماندن در کشور عنوان می‌کند. بررسی‌ها نشان می‌دهد خود او دست کم حالا چهار سال است که ایران را به قصد زندگی در کانادا ترک کرده‌است.
شرکت سامانه همراه پیچک در سال ۱۳۹۲ از طرف شرکت «رهنما کامیابان نخسین» با مدیریت «امیر وهوشی» سرمایه دریافت می‌کند اما طبق اطلاعات موجود در سایت روزنامه رسمی، در سال ۱۳۹۷ و به رغم موفقیت‌های ادعایی منحل می‌شود. بنابر این، ادعای انسیه خزعلی دربارهٔ فعالیت فرزندش در یک شرکت دانش‌بنیان ایرانی نمی‌تواند درست باشد، زیرا آن شرکت حالا دیگر وجود خارجی ندارد.
حمید رضازاده؛ مؤسس و مدیر اجرایی شرکت بترنت (Betternet) بوده و هم‌اکنون به عنوان مدیر بخش نرم‌افزار این شرکت ارائه خدمات وی‌پی‌ان و فیلترشکن فعالیت دارد.
بررسی گزارش‌های موجود در وبسایت AppBrain نشان می‌دهد که کاربران ساکن ایران جزو ۴ کشور اصلی استفاده‌کننده از خدمات وی‌پی‌ان Betternet به شماره می‌روند.
گزارشی که در سال ۲۰۱۶ توسط سازمان تحقیقات علمی استرالیا دربارهٔ ریسک‌های امنیتی استفاده از برخی برنامه‌های پرمصرف وی‌پی‌ان منتشر شده نشان می‌دهد که وی‌پی‌ان تولید شده توسط شرکت Betternet بیشترین ابزارهای ردیابی را (با ۱۴ نوع کتابخانه مختلف) در بین برنامه‌های بررسی شده در آن تحقیق در خود جای داده‌است.
بعد از انتشار خبرهای مربوط به فعالیت‌های حمید رضازاده در کانادا، جست‌وجوها در اینترنت همچنان نشان می‌داد که شرکت بترنت (Betternet) در حوزه وی‌پی‌ان و فیلترشکن فعالیت می‌کند؛ اما در روز ۲۲ شهریور ۱۴۰۱، پروفایل حمید رضازاده و اطلاعات مربوط به ریاست او در شرکت بترنت از اینترنت حذف شد.

## سوابق اجرایی و سیاسی

### وزارت کشور
- استاندار فارس
- معاون عمرانی استاندار تهران
- سرپرست استانداری تهران
- معاون برنامه‌ریزی استاندار خوزستان
- فرماندار بانه

### وزارت نیرو
- رئیس هیئت مدیره و مدیرعامل شرکت توسعه منابع آب و نیروی ایران
- رئیس هیئت مدیره و مدیر عامل شرکت آب منطقه ای فارس و بوشهر و کهگیلویه و بویراحمد
- مدیر کل قراردادهای شرکت مدیریت منابع آب ایران
- مدیر شرکتهای مشاوره ای و پیمانکاری ساتکاب و عضویت هیئت مدیره شرکت‌های سابیر و پیماب

### فعالیت‌های فرهنگی
- عضو هیئت امناء آرامگاه احمد ابن موسی شاهچراغ
- عضو هیئت امناء آرامگاه سید علاءالدین حسین

## سپاه پاسداران انقلاب اسلامی
- مسئول دفتر مهندسی وزارت سپاه پاسداران در استان هرمزگان
- سرپرست اداره کل مهندسی نیروی دریایی وزارت سپاه پاسداران
- مدیریت ساختمان وزارت دفاع و پشتیبانی نیروهای مسلح
- رئیس هیئت مدیره شرکت سد و عمران پارس گستر، وابسته به وزارت دفاع و پشتیبانی نیروهای مسلح